# Bandera de Myanmar
La bandera de la República de la Unió de Myanmar, nom oficial de Birmània, es va adoptar el 21 d'octubre del 2010 en substitució de la bandera de caràcter socialista usada des del 1974. La nova bandera es va introduir juntament amb el nou nom oficial de l'Estat, segons s'estipulava a la Constitució del 2008.
Té tres franges horitzontals de color groc, verd i vermell, amb una estrella blanca de cinc puntes a la part central. Els tres colors de les franges simbolitzen, respectivament, la solidaritat, la pau i la tranquil·litat, i el coratge i la fermesa. L'estrella representaria l'«existència perpètua de la Unió».
El 10 de novembre de 2006, durant les reunions per a la nova Constitució, se n'havia presentat un disseny preliminar, amb els colors intercanviats (verd-groc-vermell) i l'estrella al cantó esquerre, que fou desestimat. La proposta definitiva, origen de la bandera actual, data del setembre del 2007.

## Construcció i dimensions

Plantilla per fabricar la bandera.

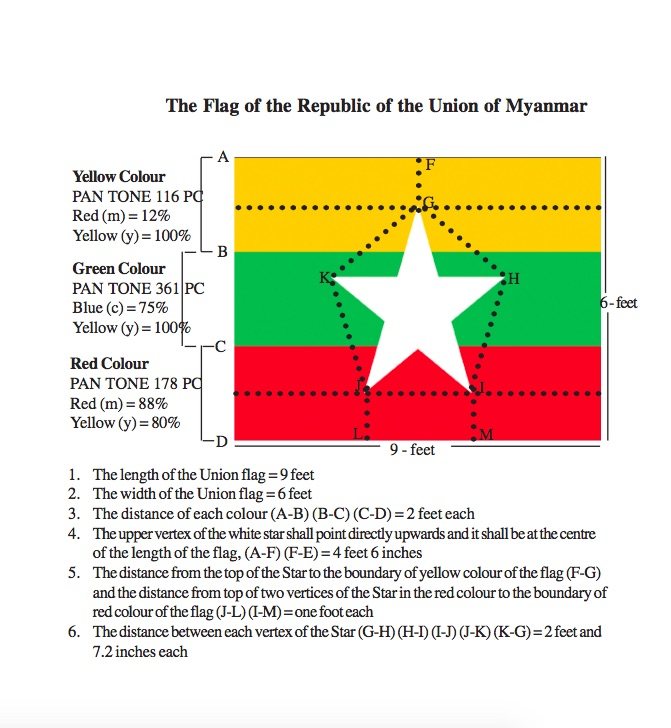
Especificacions de la bandera.

### Colors
Models de color extrets segons les indicades a la imatge de les especificacions.
| Model de color | Groc              | Verd              | Vermell          | Blanc          |
| -------------- | ----------------- | ----------------- | ---------------- | -------------- |
| Pantone        | 116C              | 361C              | 1788             | Blanc          |
| RGB            | 254, 203, 0       | 52, 178, 51       | 234, 40, 57      | 255, 255, 255  |
| CMYK           | 0%, 20%, 100%, 0% | 765, 0%, 100%, 0% | 0%, 98%, 82%, 0% | 0%, 0%, 0%, 0% |
| HTML           | FECB00            | 34B233            | EA2839           | FFFFFF         |

## La bandera anterior
La bandera usada anteriorment va ser adoptada oficialment el 3 de gener de 1974 amb la proclamació de la República Socialista de Birmània per Ne Win. El disseny tenia l'origen en la resistència contra el Japó durant la Segona Guerra Mundial: un fons vermell amb un rectangle blau situat a l'extrem superior esquerre.
Al centre del rectangle hi apareixia una roda dentada, sobre la qual hi havia una planta d'arròs. Envoltant aquests símbols del socialisme, hi figuraven catorze estrelles de cinc puntes, símbol de les divisions administratives del país. El color blanc representava la puresa; el blau, la pau i la integritat, mentre que el vermell feia referència al coratge.
Entre 1948 (any de la independència) i 1974, però, en lloc d'aquests símbols hi apareixia una estrella blanca de cinc puntes envoltada de cinc estrelles menors. La simbologia dels colors era la mateixa, mentre que les estrelles feien referència als diversos pobles que formaven Birmània.
El disseny de la bandera, tant pel que fa als colors com a les proporcions, era força similar a dues altres banderes estatals, com són les de Taiwan i de Samoa.

## Banderes històriques

Bandera del Tercer Imperi Birmà sota la dinastia Konbaung (1752-1885)
Bandera colonial de Birmània (1939-1943 i 1945-1948)
Bandera de l'Estat de Birmània (1943-1945)
Bandera de la Unió de Birmània (1948-1974)
Bandera de la República Socialista de la Unió de Birmània (1974-1988) i de la Unió de Myanmar (1988-2010)
Proposta de nova bandera de l'any 2006